# Periconia byssoides
Periconia byssoides är en svampart som beskrevs av Pers. 1801. Periconia byssoides ingår i släktet Periconia, ordningen Pleosporales, klassen Dothideomycetes, divisionen sporsäcksvampar och riket svampar.   Inga underarter finns listade i Catalogue of Life.